# 中野知子
中野 知子（なかの ともこ、本名：阪本知子、1959年9月26日 - ）は日本の元歌手である。
所属していた事務所は「テック」。

## 来歴・人物
大阪府八尾市出身。サイズは身長154cm、B84cm、W57cm、H88cm（1979年当時）。
フジテレビのオーディション番組「君こそスターだ!」（1973年10月7日 ～ 1980年3月30日）出身、第21回グランドチャンピオン。
樟蔭高等学校卒業後、上京。1978年（昭和53年）4月1日、「恋はBan Bon」で歌手デビュー。1979年にはナショナルカーエアコンのCMでも活躍。

## ディスコグラフィ

### シングル
- 全てミノルフォンレコードからリリース。

| # | 発売日          | A/B面 | タイトル                      | 作詞     | 作曲     | 編曲       | 規格品番 |
| - | --------------- | ----- | ----------------------------- | -------- | -------- | ---------- | -------- |
| 1 | 1978年 4月1日   | A面   | 恋はBan Bon                   | 森雪之丞 | 森雪之丞 | 馬飼野康二 | KA-1106  |
| 1 | 1978年 4月1日   | B面   | アンチョコみても I Don't Know | 森雪之丞 | 森雪之丞 | 馬飼野康二 | KA-1106  |
| 2 | 1978年 7月1日   | A面   | ブラックホール                | 島武実   | 穂口雄右 | 穂口雄右   | KA-1126  |
| 2 | 1978年 7月1日   | B面   | 誘惑きっぱりお断り            | 森雪之丞 | 森雪之丞 | 小笠原寛   | KA-1126  |
| 3 | 1978年 12月20日 | A面   | It's Cloudy                   | 島武実   | 穂口雄右 | 後藤次利   | KA-1147  |
| 3 | 1978年 12月20日 | B面   | Play Me                       | 島武実   | 穂口雄右 | 後藤次利   | KA-1147  |
| 4 | 1979年 4月1日   | A面   | 裏を返せば                    | 中里綴   | 斉藤正樹 | 後藤次利   | KA-1155  |
| 4 | 1979年 4月1日   | B面   | マイ・クール・サマー          | 中里綴   | 斉藤正樹 | 後藤次利   | KA-1155  |

### アルバム
- ルミ子・知子・ユキ ミノルフォン3人娘シングル・コレクション（2010年8月4日、CDSOL-1370）
  - 天馬ルミ子と山川ユキの楽曲を含む全シングルのAB面曲を収録。